# Norwegische Meisterschaften im Biathlon 1966
Die norwegischen Meisterschaften im Biathlon 1966 fanden am 19. und 20. März 1966 am Militärübungsplatz Terningmoen in Elverum, Hedmark statt. Ausgetragen wurden ein Einzelwettkampf über 20 Kilometer sowie erstmals ein Staffelrennen mit drei Startern pro Team.
Sieger des Einzels wurde zum zweiten Mal nach 1963 Jon Istad, den Juniorenwettkampf gewann Tom Løkken.

## Männer

### Einzel (20 km)
| Platz | Starter          | Verein          | Zeit      | Treffer |
| ----- | ---------------- | --------------- | --------- | ------- |
| 1     | Jon Istad        | HV-10/Voss      | 1:28:49 h | 17      |
| 2     | Ola Wærhaug      | HV-04/Skedsmo   | 1:29:07 h | 16      |
| 3     | Ivar Nordkild    | HV-15/Bjerkvik  | 1:31:41 h | 15      |
| 4     | Magnar Solberg   | HV-12/Trondheim | 1:31:50 h | 15      |
| 5     | Olav Jordet      | HV-05/Tolga     | 1:31:55 h | 15      |
| 6     | Ragnar Tveiten   | HV-02/OPIL      | 1:33:10 h | 12      |
| 7     | Torgeir Tallerås | HV-05/Tolga     | 1:34:19 h | 13      |
| 8     | Anders Flaten    | HV-05/Alvdal    | 1:35:28 h | 14      |
| 9     | Ola Nygård       | HV-05/Tolga     | 1:35:38 h | 13      |
| 10    | Paul Haugen      | HV-02/OSSK      | 1:36:29 h | 17      |

Start: 19. März 1966

### Staffel (3 × 7,5 km)
| Platz | Starter                                 | Region            | Zeit      |
| ----- | --------------------------------------- | ----------------- | --------- |
| 1     | Gunnar Holst Dag Midthun Jon Istad      | Hardanger og Voss | 1:48:34 h |
| 2     | Jon Olav Lund Odd Lunde Ragnar Tveiten  | Numedal           | 1:49:48 h |
| 3     | Ola Nygård Torgeir Tallerås Olav Jordet | Nord-Østerdal     | 1:50:25 h |
| 4     |                                         | Ut-Trøndelag      | 1:50:39 h |
| 5     |                                         | Solør             | 1:51:46 h |
| 6     |                                         | Akershus          | 1:54:06 h |
| 7     |                                         | Inn-Trøndelag     | 1:54:30 h |
| 8     |                                         | Gauldal           | 1:54:37 h |
| 9     |                                         | Oppland           | 1:55:12 h |
| 10    |                                         | Gudbrandsdal      | 1:55:34 h |

Start: 20. März 1966